# Sofiane Azzedine
 (novembre 2018).
Si vous disposez d'ouvrages ou d'articles de référence ou si vous connaissez des sites web de qualité traitant du thème abordé ici, merci de compléter l'article en donnant les références utiles à sa vérifiabilité et en les liant à la section « Notes et références ».
Sofiane Azzedine est un footballeur algérien né le 24 septembre 1980. Il évoluait au poste de gardien de but.

## Biographie
Sofiane Azzedine joue en Division 1 avec la JSM Béjaïa et le MC Alger.
Il participe à la Ligue des champions d'Afrique en 2011 avec le club du MC Alger.

## Palmarès
- Vainqueur de la coupe d’Algérie en 2006 et 2007 avec le MC Alger.
- Vainqueur de la supercoupe d’Algérie en 2006 et 2007 avec le MC Alger.